# Gare de Tirlemont
La gare de Tirlemont (en néerlandais : station Tienen) est une gare ferroviaire belge de la ligne 36, de Bruxelles-Nord à Liège-Guillemins, située à proximité du centre de la ville de Tirlemont dans la province du Brabant flamand en Région flamande.
Elle est mise en service en 1837 par les Chemins de fer de l'État belge.
C'est une gare voyageurs de la Société nationale des chemins de fer belges (SNCB), desservie par des trains InterCity (IC), Suburbains (S), Omnibus (L) et d’Heure de pointe (P).

## Situation ferroviaire
Établie à 55 mètres d'altitude, la gare de Tirlemont est située au point kilométrique (PK) 46,960 de la ligne 36, de Bruxelles-Nord à Liège-Guillemins, entre les gares ouvertes de Vertrijk et d'Ezemaal.

## Histoire
La station de Tirlemont est mise en service le 28 septembre 1837 par les Chemins de fer de l'État belge, lorsqu'ils ouvrent l'exploitation sur la section de Louvain à Tirlemont.
Elle devient une gare de passage avec l'ouverture de la section suivante de Tirlemont à Ans le 2 avril 1838, puis une gare de bifurcation le 6 octobre 1839 lors de l'ouverture de la section de Tirlemont à Saint-Trond. La ville compte alors 8 000 habitants.
Le bâtiment date de 1841 et est la plus ancienne gare encore existante en Belgique avec celle de Braine-le-Comte, construite la même année. La gare de Tirlemont est également le terminus de l'ancienne ligne de chemin de fer de la ligne 22 vers Diest avec un embranchement vers Tongres, en service à partir de 1878 et de la ligne 142 vers Namur, ouverte en 1867-1869. En 1877, on décide d'agrandir le bâtiment de la gare,.
Les lignes 22 et 142 ont été supprimées entre 1967 et 1990, servant désormais de piste cyclable.

## Service des voyageurs

### Accueil
Gare SNCB, elle dispose de guichets, ouverts tous les jours, ainsi que d'automates pour la vente des titres de transports. Un buffet est présent en gare.

### Desserte
Tirlemont est desservie par des trains InterCity (IC), Suburbains (S9, S19), Omnibus (L) et d'Heure de pointe (P) de la SNCB (voir brochure SNCB de la ligne 36).

#### Semaine
En semaine, Tirlemont est desservie par cinq dessertes régulières cadencées à l’heure :
- des trains IC entre Blankenberge et Genk via Bruges, Bruxelles et Hasselt ;
- des trains IC entre Knokke et Liège-Guillemins, via Brussels-Airport-Zaventem ;
- des trains IC entre Gand-Saint-Pierre et Knokke, via Bruxelles et Alost ;
- des trains S9 entre Bruxelles-Luxembourg et Landen, via Bruxelles-Schuman, Evere et Bordet ;
- des trains L entre Louvain et Landen.

Il existe aussi quelques trains supplémentaires en heure de pointe :
- un unique train IC de Liège-Guillemins à Ostende (le matin) ;
- deux trains P entre Liège-Guillemins et Bruxelles-Midi, continuant vers Courtrai en tant que trains IC, le matin, et effectuent le trajet Courtrai/Bruxelles-Midi - Liège-Guillemins l'après-midi ;
- un unique train IC dans chaque sens entre Eupen et Ostende (en fin de soirée) ;
- un unique train IC d'Ostende à Welkenraedt (en fin de soirée).

#### Week-ends et jours fériés
La desserte comprend deux services réguliers :
- des trains IC entre Blankenberge et Genk via Bruges, Bruxelles et Hasselt ;
- des trains S19 entre Bruxelles-Luxembourg et Landen, via Bruxelles-Schuman et Bordet ;

On retrouve également quatre trains IC de- et vers Liège tôt le matin ou tard le soir :
- un unique train IC de Liège-Guillemins à Ostende (le matin) ;
- un unique train IC dans chaque sens entre Eupen et Ostende (en fin de soirée) ;
- un unique train IC d’Ostende à Welkenraedt (en fin de soirée).

### Intermodalité
Un parking gratuit pour les cyclistes mais pas pour les automobilistes est également mis à disposition pour les navetteurs. Elle est desservie par des bus.

## Comptage voyageurs
Ce graphique et tableau montre le nombre de voyageurs embarquant en moyenne durant la semaine, le samedi et le dimanche.
| Nombre de passagers qui embarquent à la gare de Tirlemont | Nombre de passagers qui embarquent à la gare de Tirlemont | Nombre de passagers qui embarquent à la gare de Tirlemont | Nombre de passagers qui embarquent à la gare de Tirlemont |
|                                                           | Semaine                                                   | Samedi                                                    | Dimanche                                                  |
| --------------------------------------------------------- | --------------------------------------------------------- | --------------------------------------------------------- | --------------------------------------------------------- |
| 1977                                                      | 6 380                                                     | 1 167                                                     | 965                                                       |
| 1978                                                      | 5 752                                                     | 1 045                                                     | 755                                                       |
| 1979                                                      | 5 900                                                     | 784                                                       | 796                                                       |
| 1980                                                      | 5 780                                                     | 866                                                       | 1 056                                                     |
| 1981                                                      | 6 356                                                     | 997                                                       | 700                                                       |
| 1982                                                      | 5 451                                                     | 792                                                       | 737                                                       |
| 1983                                                      | 5 243                                                     | 828                                                       | 770                                                       |
| 1984                                                      | 4 507                                                     | 787                                                       | 570                                                       |
| 1985                                                      | 5 230                                                     | 935                                                       | 885                                                       |
| 1986                                                      | 4 412                                                     | 809                                                       | 800                                                       |
| 1987                                                      | 4 182                                                     | 798                                                       | 735                                                       |
| 1988                                                      | 4 078                                                     | 859                                                       | 745                                                       |
| 1989                                                      | 4 125                                                     | 826                                                       | 583                                                       |
| 1990                                                      | 4 208                                                     | 1 009                                                     | 684                                                       |
| 1991                                                      | 3 506                                                     | 757                                                       | 771                                                       |
| 1992                                                      | 4 154                                                     | 880                                                       | 655                                                       |
| 1993                                                      | 3 890                                                     | 736                                                       | 624                                                       |
| 1994                                                      | 3 505                                                     | 840                                                       | 743                                                       |
| 1995                                                      | 3 989                                                     | 918                                                       | 767                                                       |
| 1996                                                      | 4 144                                                     | 806                                                       | -                                                         |
| 1997                                                      | 3 910                                                     | 909                                                       | -                                                         |
| 1998                                                      | 3 952                                                     | 1 014                                                     | 682                                                       |
| 1999                                                      | 3 121                                                     | 1 058                                                     | 718                                                       |
| 2000                                                      | 3 404                                                     | 1 212                                                     | 812                                                       |
| 2001                                                      | 3 531                                                     | 1 064                                                     | 708                                                       |
| 2002                                                      | 2 995                                                     | 918                                                       | 791                                                       |
| 2003                                                      | 3 010                                                     | 980                                                       | 793                                                       |
| 2004                                                      | 3 502                                                     | 1 170                                                     | 882                                                       |
| 2005                                                      | 3 437                                                     | 1 096                                                     | 880                                                       |
| 2006                                                      | 3 849                                                     | 1 302                                                     | 960                                                       |
| 2007                                                      | 3 796                                                     | 1 284                                                     | 972                                                       |
| 2008                                                      | -                                                         | -                                                         | -                                                         |
| 2009                                                      | 4 398                                                     | 1 370                                                     | 1 260                                                     |
| 2010                                                      | -                                                         | -                                                         | -                                                         |
| 2011                                                      | -                                                         | -                                                         | -                                                         |
| 2012                                                      | 4 639                                                     | 1 486                                                     | 1 303                                                     |
| 2013                                                      | 4 978                                                     | 1 364                                                     | 1 209                                                     |
| 2014                                                      | 4 033                                                     | 1 537                                                     | 1 263                                                     |
| 2015                                                      | 4 708                                                     | 1 312                                                     | 1 042                                                     |
| 2016                                                      | 4 853                                                     | 1 354                                                     | 1 101                                                     |
| 2017                                                      | 4 548                                                     | 1 317                                                     | 1 306                                                     |
| 2018                                                      | 4 157                                                     | 1 492                                                     | 1 314                                                     |
| 2019                                                      | 3 963                                                     | 1 692                                                     | 1 135                                                     |
| 2020                                                      | 2 500                                                     | 495                                                       | 510                                                       |
| 2021                                                      | -                                                         | -                                                         | -                                                         |
| 2022                                                      | 3 963                                                     | 1 051                                                     | 879                                                       |
| 2023                                                      | 4 056                                                     | 1 171                                                     | 1 151                                                     |
| 2024                                                      | 3 874                                                     | 695                                                       | 630                                                       |

## Galerie de photographies

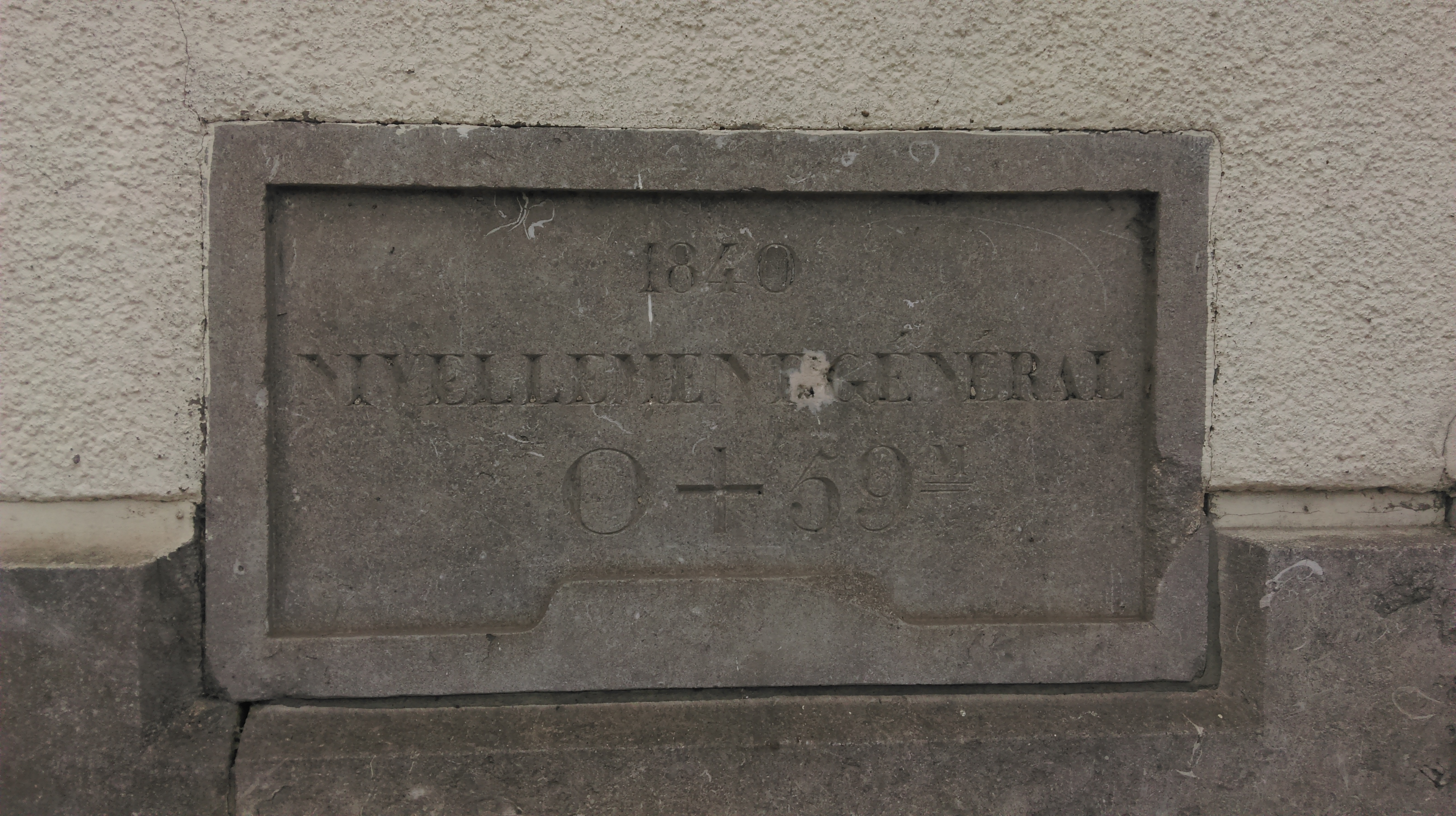
Borne datant de 1840.
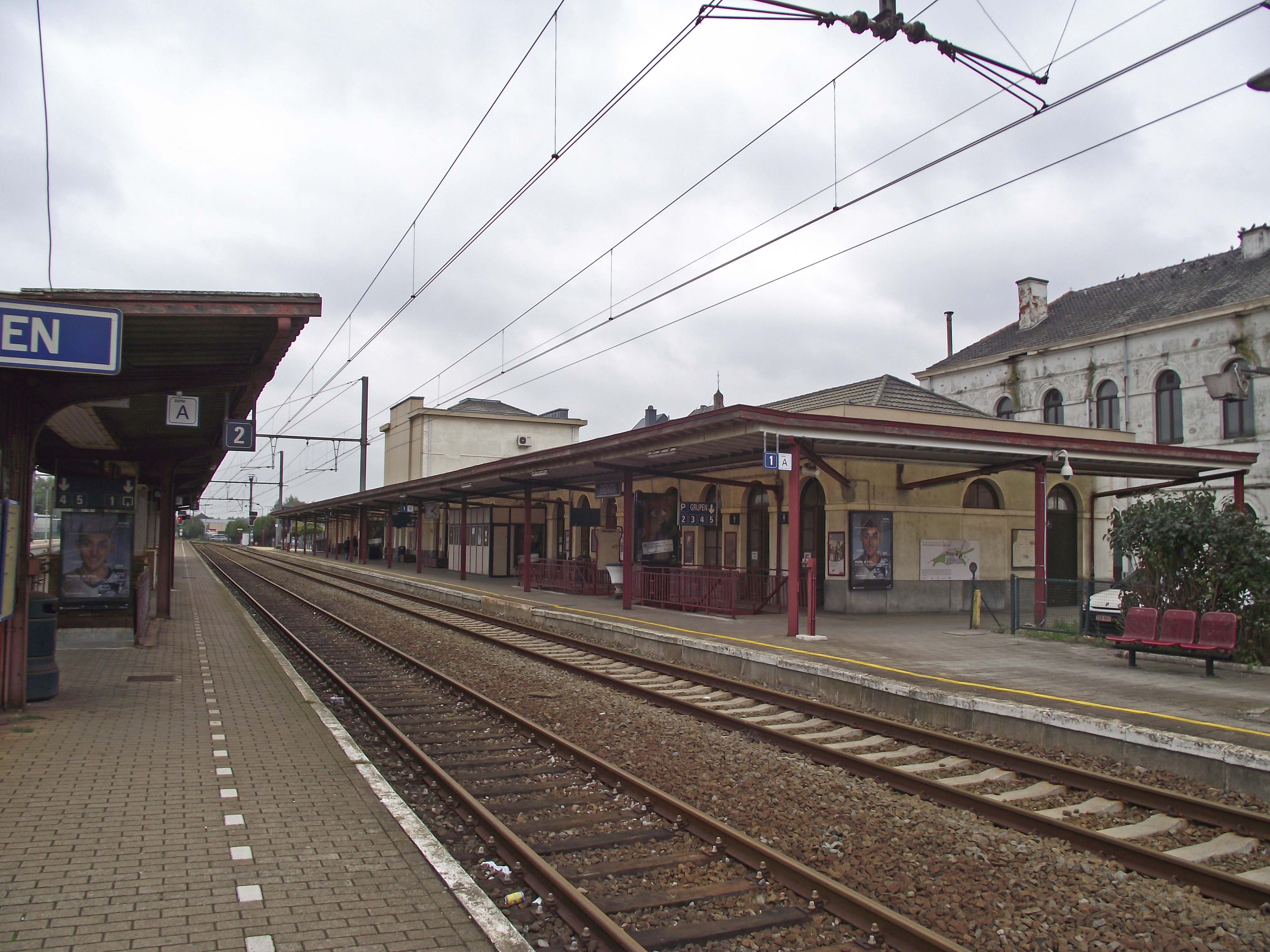
La gare, côté quais.
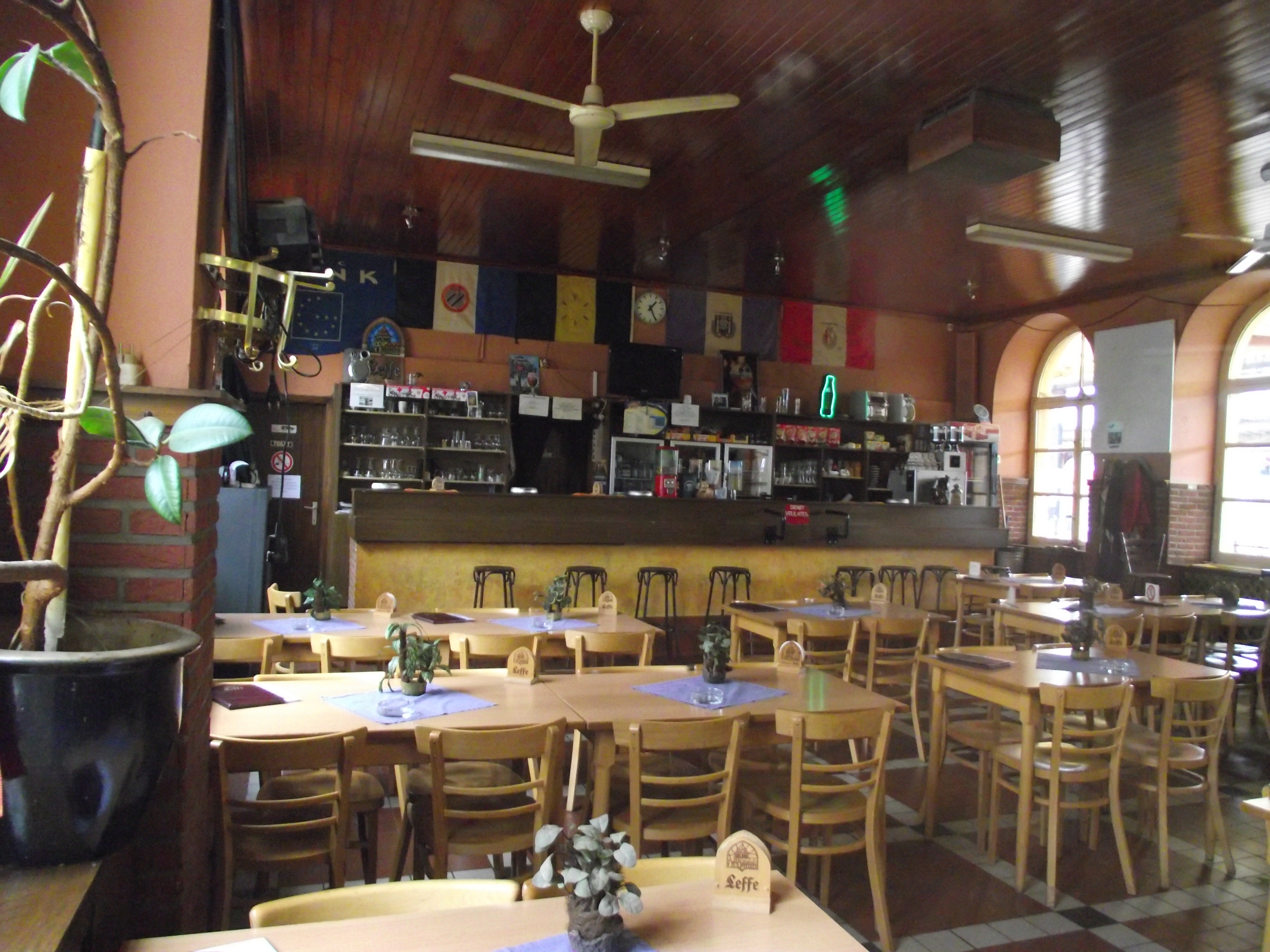
Buffet.
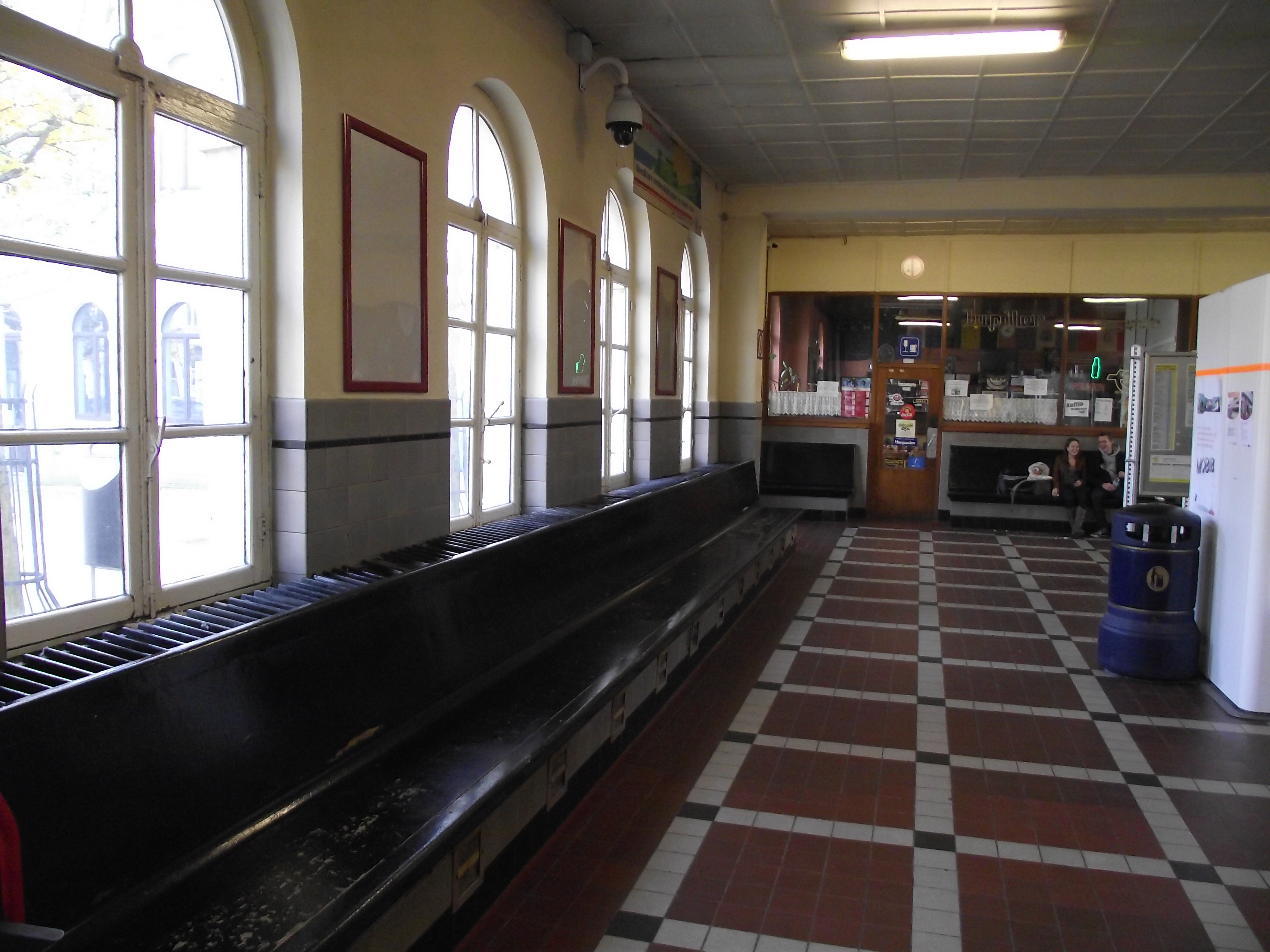
Salle des pas perdus.
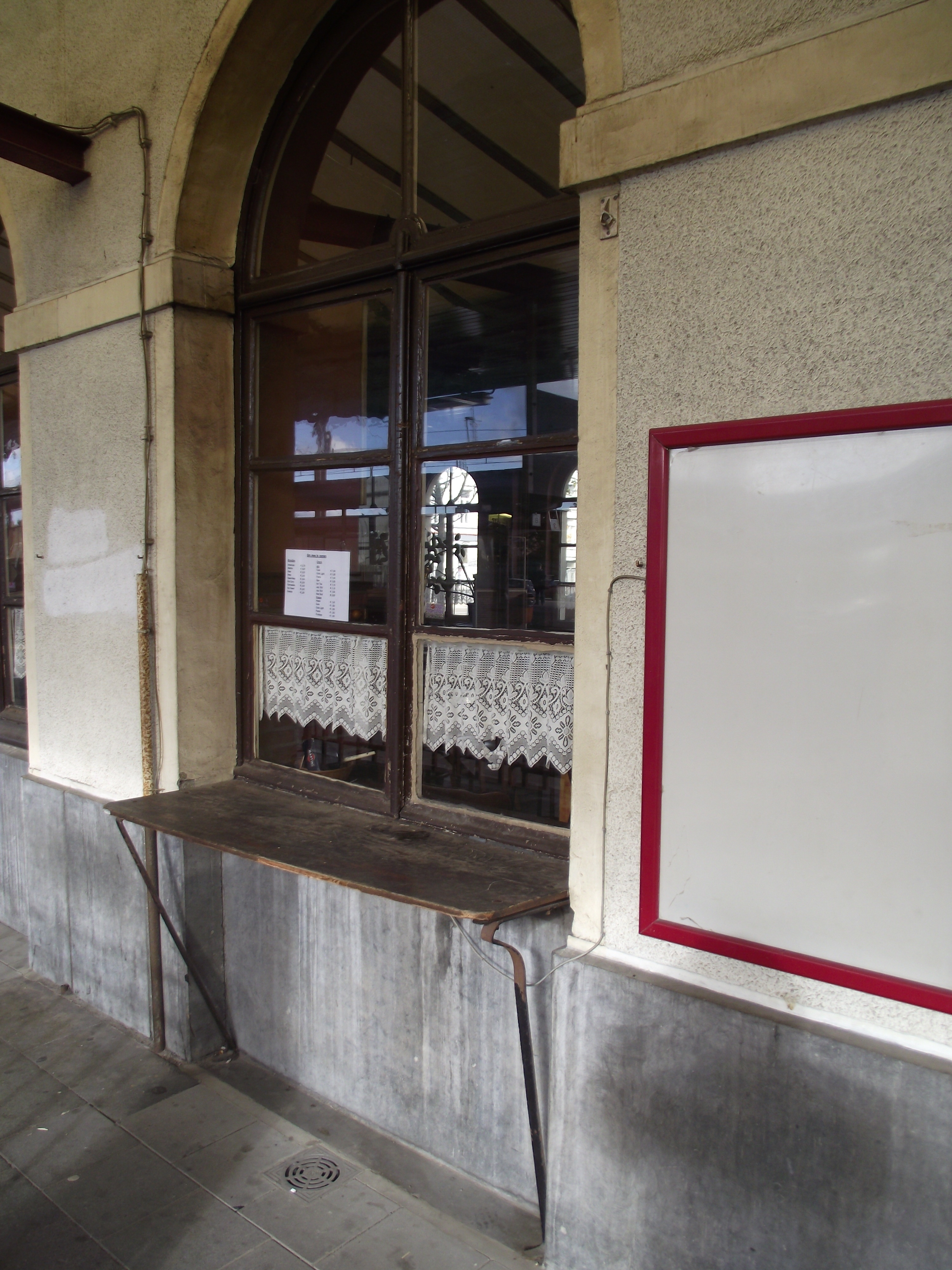
Guichet.
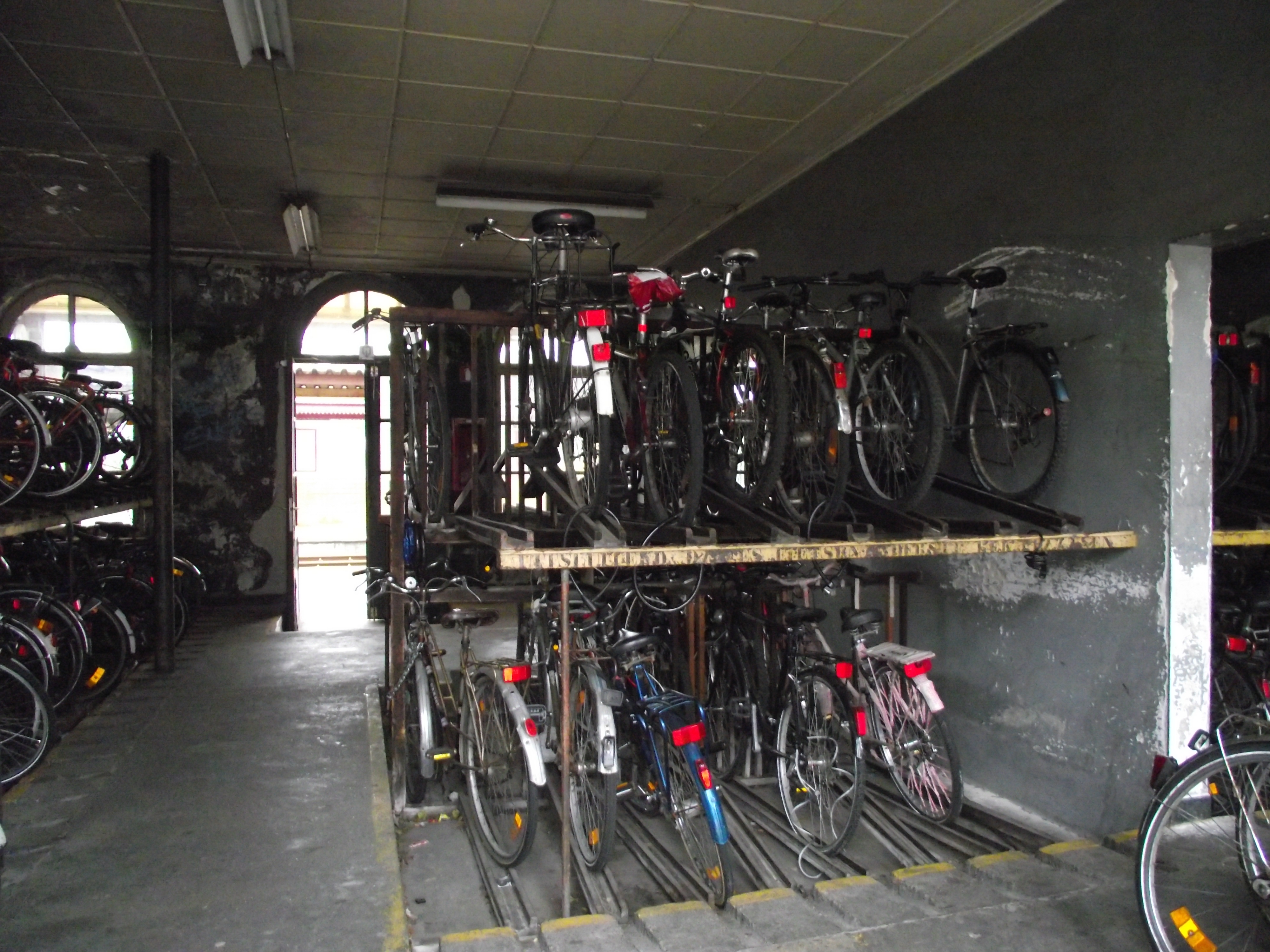
Abri à vélos dans la gare.
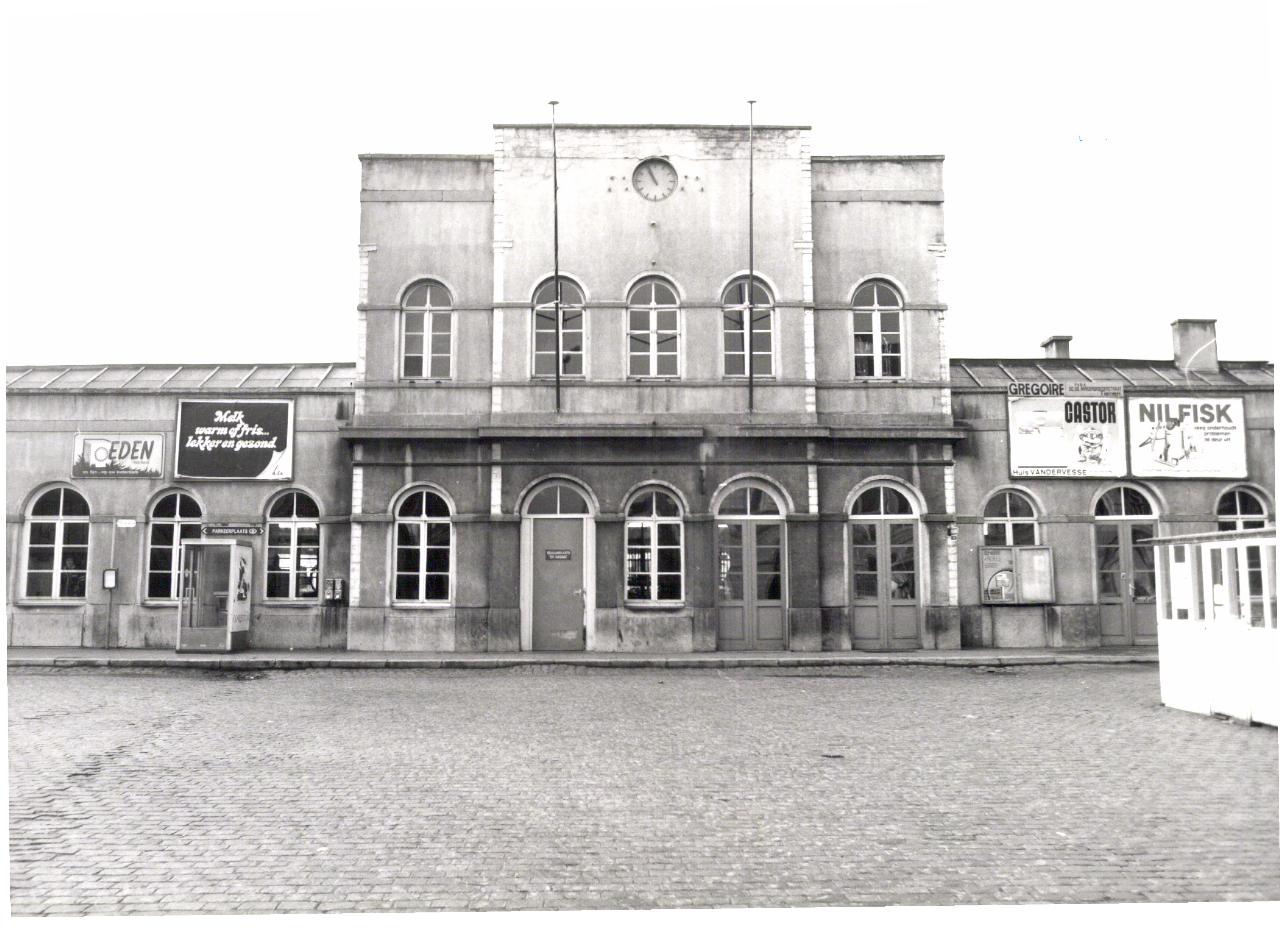
Corps central rénové.
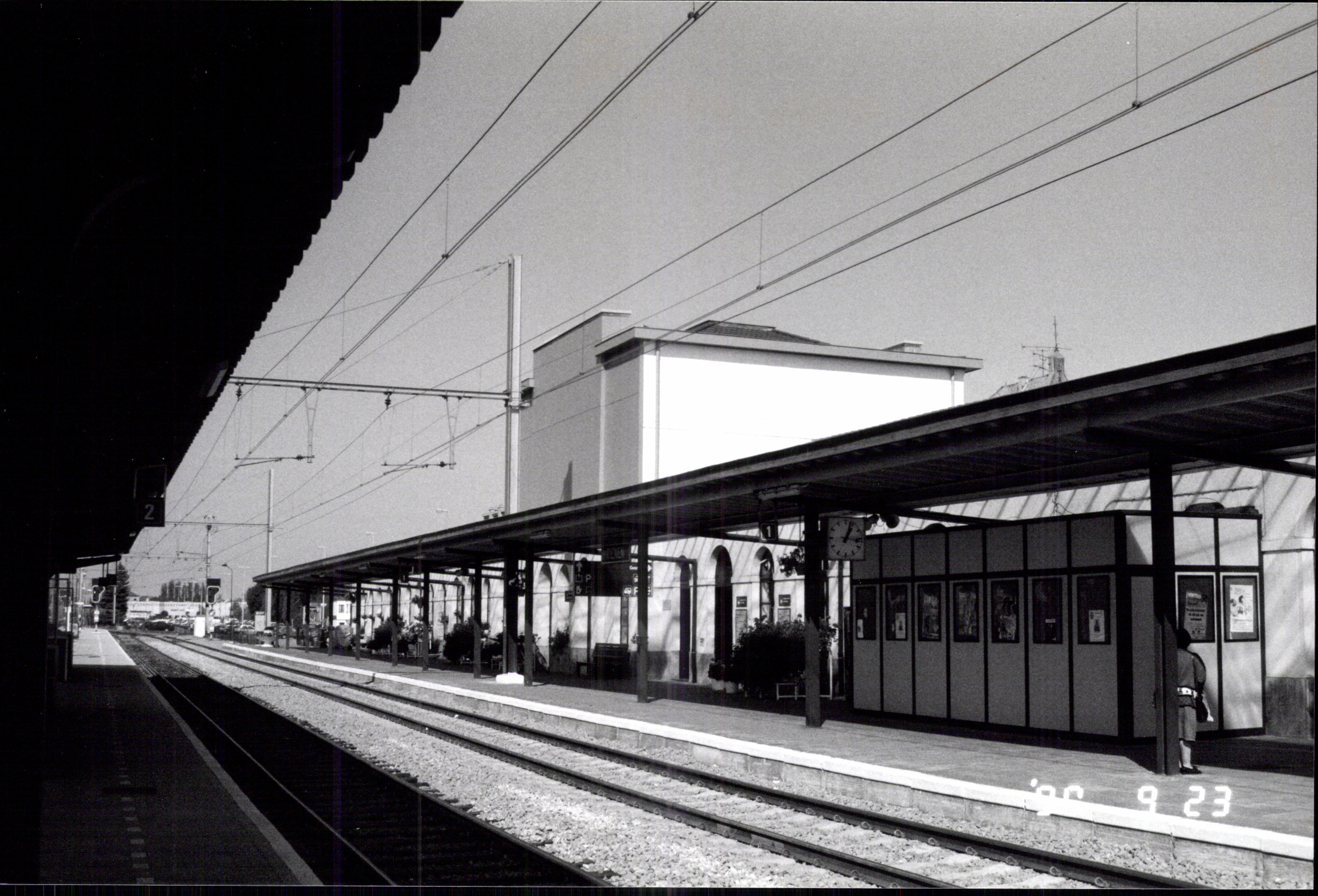
Côté quais.
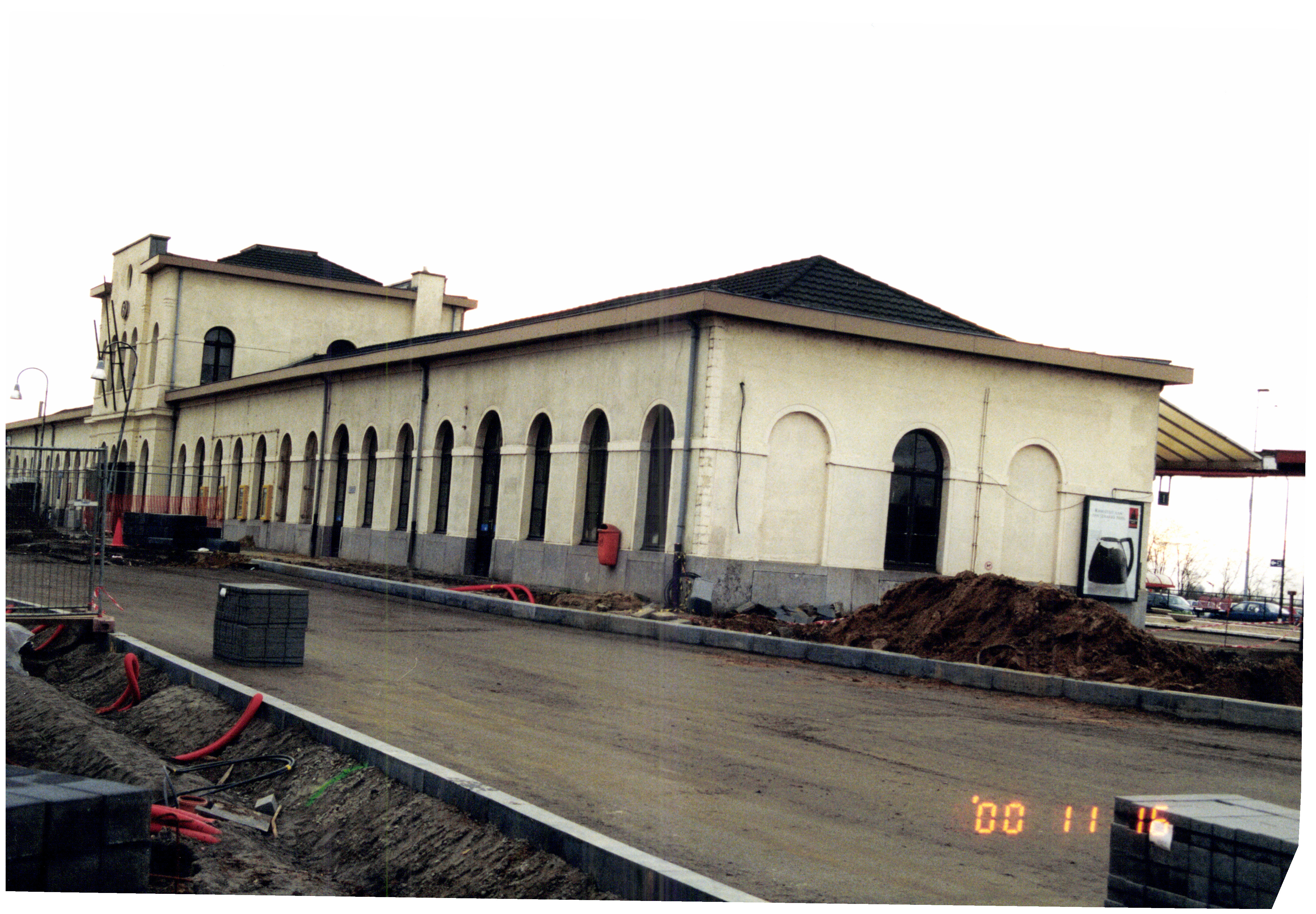
Place de la gare en réfection.
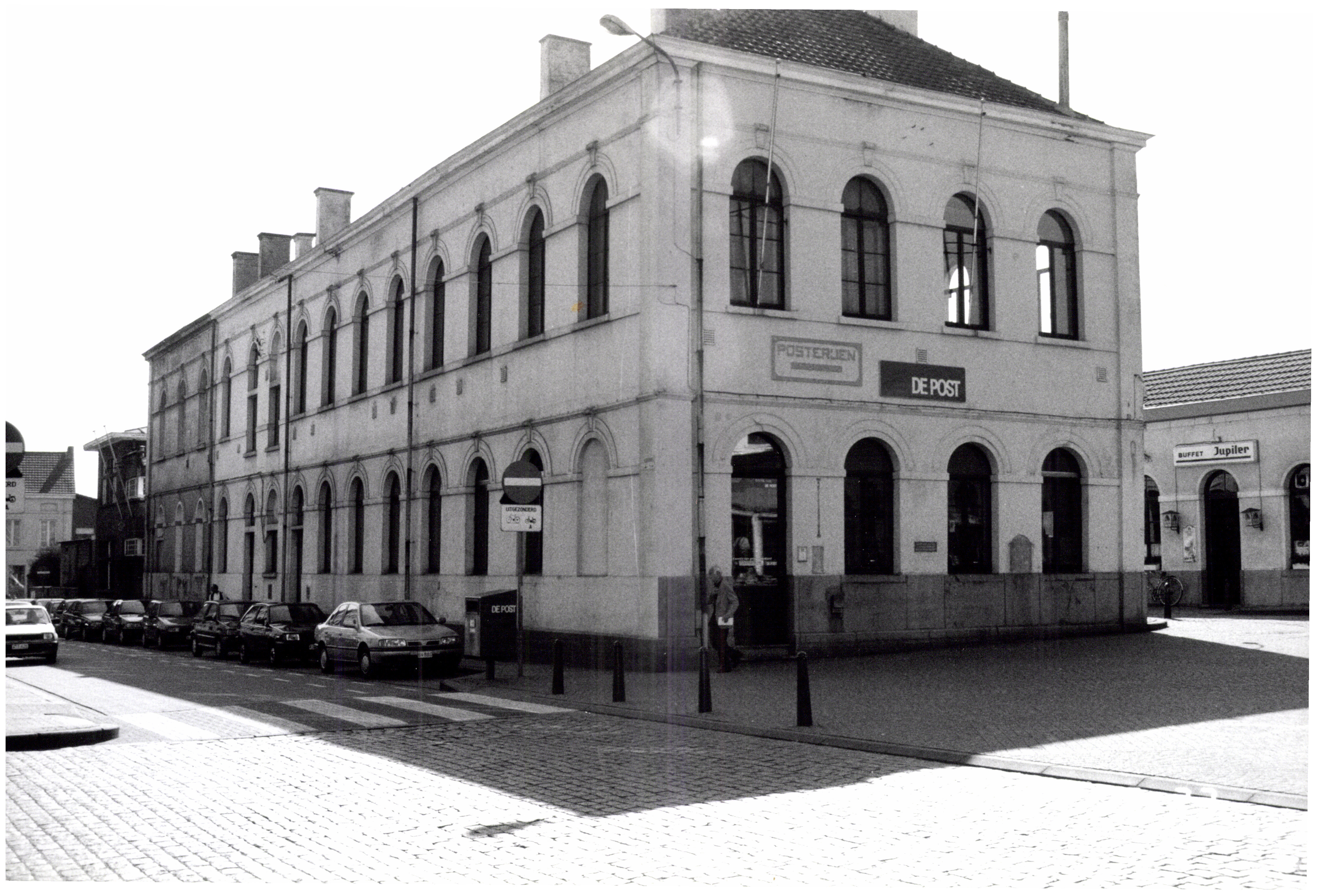
Ancien bâtiment des postes.
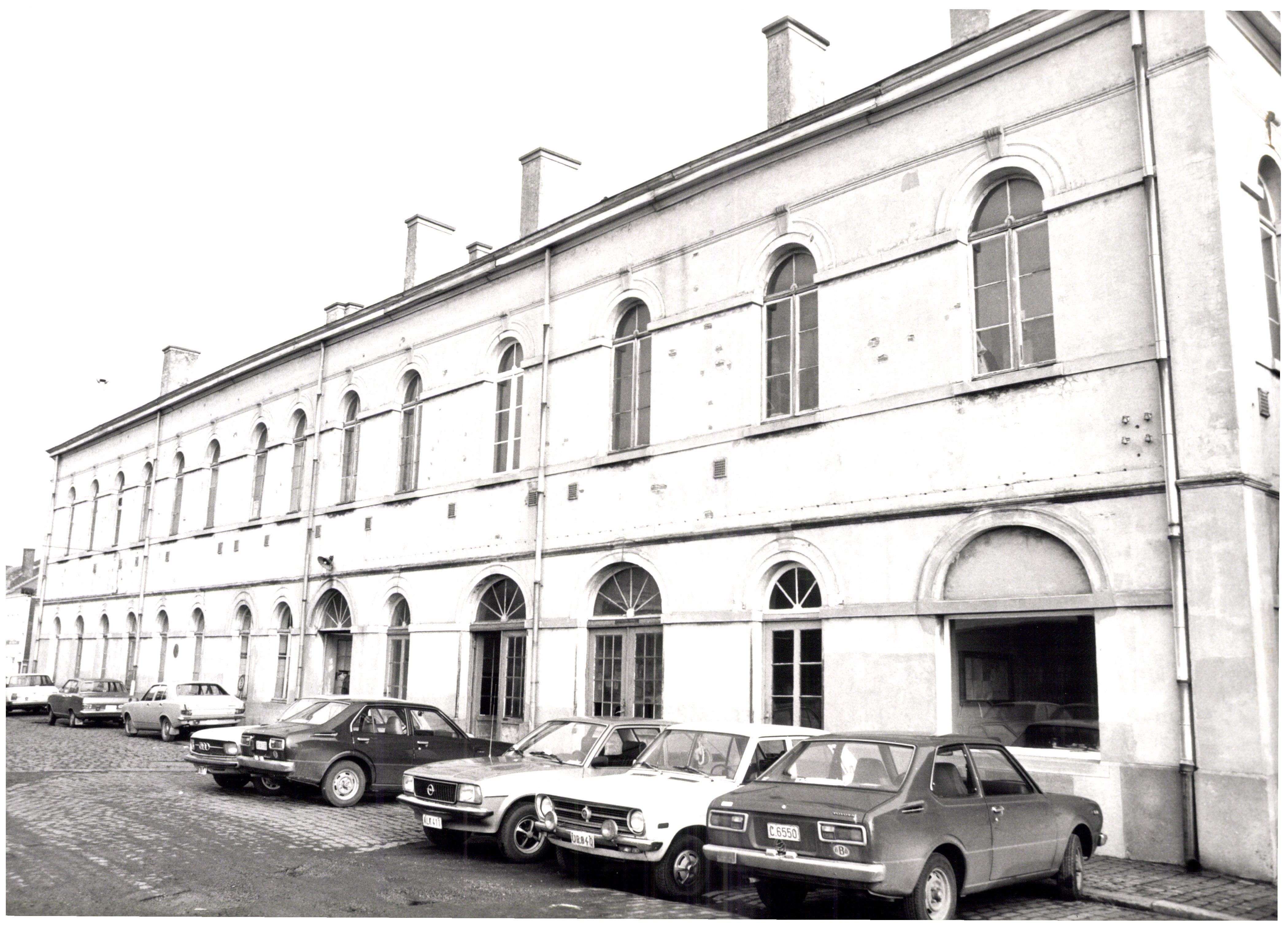
Façade.
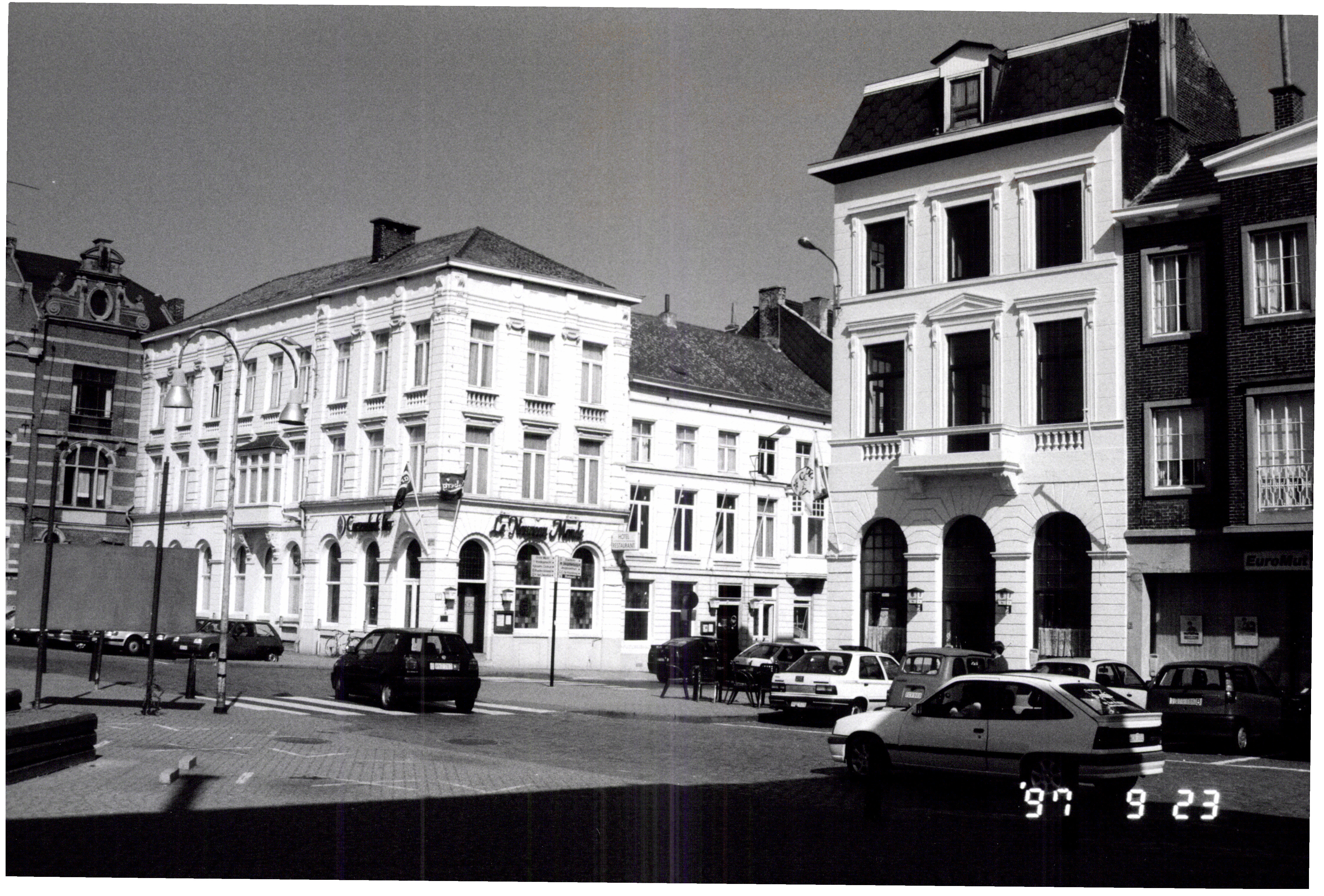
Place de la gare.